# بوئینگ ایکس‌پی‌بی
بوئینگ ایکس‌پی‌بی (به انگلیسی: Boeing XPB) یک هواپیمای ساختِ بوئینگ در کشور ایالات متحده آمریکا است. نخستین استفاده‌کنندهٔ این هواپیما نیروی دریایی ایالات متحده آمریکا بوده‌است. این هواپیما در ۱۹۲۵ میلادی نخستین پرواز خود را انجام داد.